# Reventlow-asylet
Reventlow-asylet er en bindingsværksbygning i Horslunde på Lolland, der har været fredet siden 1964.

## Historie
Reventlow-familien var store jordejere på Lolland, og Pederstrup herregård var centrum for deres besiddelser. Reventlow-asylet i Horslunde blev opført i 1824 som hjem or seks til otte ældre kvinder. Det ligger modsat landsbyens gamle fattiggård, der stammer fra 1700-tallet. Christian Ditlev Frederik Reventlow er begravet ved siden af asylet. Den forfaldne bygning gennemgik en større renovering i 1990'erne, der blev udført af arkitektfirmaet Arp & Nielsen fra Vordingborg.

## Arkitektur
Bygningen er opført i bindingsværk. Det er enhvidkalket bygning med en dør i midten på nordsiden af bygningen. Taget er stråtækt og halvvalmet.